# 29-я армия (СССР)
29-я армия — оперативное объединение в составе Рабоче-крестьянской Красной армии в период Великой Отечественной войны.
Сокращённое наименование — 29 А.

## История

### 1941 год
Впервые 29-я армия была развёрнута на базе 30-го стрелкового корпуса, который стал основой управления и соединений формирования, в июле 1941 года в Московском военном округе. В состав армии вошли управление, 245-я стрелковая дивизия, 252-я стрелковая дивизия, 254-я стрелковая дивизия и 256-я стрелковая дивизия, а также ряд воинских частей.

1. Для прикрытия направления на Бологое сформировать управление 29-й армии.

Командующим 29-й армией назначить генерал-лейтенанта тов. Масленникова. Начальником штаба армии назначить генерал-майора тов. Шарапова.

На формирование управления армии обратить управление 30-го стрелкового корпуса.

Штаб армии с конца 12.07.1941 г. — Бологое.

2. В состав армии включить: четыре стрелковые дивизии (256, 252, 254 и 245-ю), одну (69-ю) моторизованную дивизию, два корпусных артполка (264-й и 644-й), три артполка ПТО (171, 753 и 759-й), один истребительный полк, один бомбардировочный полк и одну эскадрилью Ил-2.

3. Армию развернуть на рубеже Старая Русса, Осташков с задачей — прикрыть направления Старая Русса, Бологое; Холм, Бологое; Осташков, Вышний Волочек.

Район Валдай, Осташков, Бологое прикрыть истребительной авиацией. Резервы иметь в районе Валдай, Бологое, Вышний Волочек.

Граница армии справа — оз. Ильмень, р. Волхов.

Граница армии слева — (иск.) Селижарово, Вышний Волочек.

4. Второй рубеж обороны подготовить по р. Мста.

Передовыми частями армии к утру 13.07 выйти на фронт Старая Русса, Осташков.

5. Исполнение донести.

По поручению Ставки Верховного Командования Жуков— Приказ Ставки ВК № 00293, от 12 июля 1941 года, О формировании 29-й армии и занятии ею оборонительного рубежа. ЦАМО. Ф. 48а. Оп. 3408. Д. 4, Л. 26, 27. Подлинник.
После сформирования армия передана в состав Фронта резервных армий и заняла оборону на рубеже Старая Русса — Демянск — Осташков — Селижарово. С 21 июля 1941 года армия в составе Западного фронта участвовала в Смоленском сражении, оборонительных боях к югу от города Торопец и на левом берегу реки Волга на участке Ржев — Старица. С октября 29 А в составе Калининского фронта, принимала участие в обороне Калинина, Вязьмы в боях под Ржевом.

### 1942 год
В ходе Ржевско-Вяземской наступательной операции 6 дивизий 29-й армии вместе с её командующим В. И. Швецовым были 21-23 января 1942 года отрезаны к западу от Ржева от штаба армии и 4-х её дивизий, оставшихся на левом берегу Волги, а 5 февраля — и от расположенной южнее 39-й армии. В окружении оказалось около 20 000 военнослужащих армии.
Для помощи в прорыве из окружения 17 февраля 1942 года в расположении частей армии был выброшен парашютным способом ночной воздушный десант (батальон из состава 204-й воздушно-десантной бригады) в район деревни Окороково под Ржевом. Благодаря действиям десантников, ставших штурмовыми передовыми группами при прорыве, в ночь на 22 февраля часть сил и штаб 29-й армии вышли из окружения.
После упорных боёв в Мончаловском лесу окружённые 18-19 февраля 1942 года тремя эшелонами пробивались к 39-й армии. Отдельные группы выходили из окружения до конца февраля. Всего вышло около 5200 человек, включая генерала В. И. Швецова и 2-х командиров дивизий 1-го эшелона.
Затем 29-я армия была пополнена личным составом и вооружением, после чего и принимала активное участие в июле-октябре в Первой и в ноябре-декабре 1942 года Второй Ржевско-Сычёвской операции.

### 1943 год
В начале февраля 1943 года формирования 29-й армии переданы 5-й и 20-й армиям, а управление реорганизовано в управление 1-й танковой армии с 10 февраля 1943 года. Получив соединения и части, была включена в состав войск Особой группы генерала М. С. Хозина.

## Состав

### 1941 год
В октябре 1941 года в состав армии входили:
- управление (штаб)
- 174-я стрелковая дивизия
- 178-я стрелковая дивизия
- 243-я стрелковая дивизия
- 246-я стрелковая дивизия
- 252-я стрелковая дивизия
- части армейского подчинения

В декабре 1941 года в состав армии вошла 375-я стрелковая дивизия
Заградительную службу по охране войскового тыла 22-й и 29-й армии нёс 83-й Маслослободский заградотряд ПВ НКВД.

## Командование

### Командующий
- Масленников, Иван Иванович (12.07 — 11.12.1941),
- Швецов, Василий Иванович (11.12.1941 — 8.09.1942),
- Журавлёв, Евгений Петрович (8.09.1942 — 10.02.1943).

### Член Военного Совета
- Гуров, Кузьма Акимович (12.07.1941 — 12.01.1942),
- Савков, Николай Никифорович (13.01.1942 — 10.02.1943),
- Брант, Георгий Ростиславович (29.01 — 10.02.1943)[7].

### Начальник штаба
- Шарапов, Владимир Максимович (12 — 23.07.1941, 20.08 — 27.10.1942),
- Вишневский, Михаил Иванович (23.07.1941 — 20.07.1942, 27.10 — 11.11.1942),
- Ложкин, Николай Николаевич (20.07 — 20.08.1942),
- Дронов, Николай Сергеевич (11.11.1942 — 8.02.1943).

### Начальник АБТО,  Заместитель командующего армии по танковым войскам
- Массарыгин, Георгий Семёнович (19.08.1941 — 20.08.1942) полковник[8].
- Алексеев, Дмитрий Алексеевич, (в сентябре 1942) полковник (фактически к обязанностям не приступал)
- Кузнецов, Григорий Гаврилович, (00.08.1942 - 00.11.1942) полковник
- Григорьев, Василий Ефимович, (00.11.1942 - 00.03.1943) полковник, с 07.06.1943 ген.-майор т/в[9].

## Отличившиеся воины
- Габайдулин, Геннадий Габайдулович, гвардии сержант, командир отделения разведчиков 24-го отдельного гвардейского миномётного дивизиона реактивной артиллерии.